# Río Mókraya Griáznuja
El río Mókraya Griáznuja (en ruso: Мо́края Грязну́ха) es un río del óblast de Rostov, en el sur de Rusia, afluente por la derecha del Kugo-Yeya, que a su vez lo es del Yeya.

## Curso
Nace en Voinov y discurre en sus 22 km de longitud en dirección oeste-suroeste. Atraviesa seguidamente Moskovski y Zariá, recibe la aguas de un arroyo en cuya cabecera se encuentra Polianki), antes de desembocar en el Kugo-Yeya frente a Lisichkin.